# 이창희 (영화 감독)
이창희는 대한민국의 영화 감독이자, 드라마 연출가이다. 넷플릭스에서 연출한 드라마 살인자ㅇ난감이 넷플릭스 한국 1위는 물론 세계 11개국 1위를 달리며 큰 호평을 받고 있다.

## 작품 목록

### 영화
- 2007년 영화 《친구집》감독 & 각본
- 2010년 영화 《초능력자》연출부
- 2011년 영화 《소굴》감독 & 각본
- 2018년 영화 《사라진 밤》 ... 감독 & 공동각본 & 각색

### 드라마
- 2019년 OCN 주말 미니시리즈 《타인은 지옥이다》 ... 연출
- 2024년 NETFILX 오리지널 미니시리즈 《살인자ㅇ난감》 ... 연출

## 수상 목록
- 2025년 제23회 디렉터스 컷 어워즈 시리즈 부문 감독상